# Makenki
 (juillet 2020).
Le contenu est difficilement compréhensible vu les erreurs de traduction, qui sont peut-être dues à l'utilisation d'un logiciel de traduction automatique.
Makenki (マケン姫っ!, Maken-Ki!) est un shōnen manga de Hiromitsu Takeda, prépublié initialement dans le magazine Dragon Age Pure entre avril 2007 et début 2009 puis transféré dans le Monthly Dragon Age jusqu'à la fin de la série, en mars 2020. Le manga est publié par l'éditeur Fujimi Shobo en un total de 24 volumes reliés. La version française est éditée par Panini dans la collection Panini Manga à partir de janvier 2013, mais la publication est stoppée après le 8e volume, en 2014.
La série est adaptée en série d'animation, la première saison produite par AIC en 2011 et la seconde par Xebec en 2014. Un OVA de deux épisodes coproduit par les deux studios est sorti en 2012 et 2013.

## Synopsis
Takeru Ohyama s'est inscrit à la Tenbi Academy, une école secondaire privée préparatoire qui est passée d'élèves uniquement féminins à mixte. Espérant avoir une vie remplie de jolies filles, il retrouve son ami d’enfance Haruko Amaya, qui lui fait visiter l’école. Cependant, il apprend que l'école est destinée aux étudiants possédant des énergies magiques et spirituelles appelées Eléments et qui utilisent des armes artisanales appelées Makens. Les élèves participent à des matchs de combat sanctionnés par l'école qui mettent en valeur leurs pouvoirs. Bien que ses propres capacités et Maken ne soient pas apparentes au début, Takeru se retrouve bientôt entouré de filles, dont Inaho Kushiya, une fille séduisante qui se dit sa fiancée, et Kodama Himegami, une blonde populaire qui dit qu'elle veut le tuer. Il rejoint le comité de sécurité ( 魔 導 検 機構 madō kenkei kikō, littéralement «organisation anti-pervers») , également connu sous le nom de Maken-ki, qui soutient les activités du conseil étudiant.

## Personnages

### Personnages principaux
Takeru Ōyama (大山 タケル, Ōyama Takeru)
Personnage principal de Maken-ki!. Au début de la série, il est un étudiant de première année du secondaire qui s'inscrit à l'Académie Tenbi après avoir étudé à un collège pour garçons. Son ami d'enfance, Haruko Amaya, qui s'entraîne avec lui au dojo de sa famille, fréquente l'école comme le fait Inaho Kushiya, qui dit qu'elle est sa fiancée. Il finit par partager sa chambre avec les deux filles, ainsi que Kodama Himegami. [Ch. 1]
Plusieurs années avant, quand Takeru avait dix ans, son dojo de famille a été contesté par Tesshin Kushiya. Sa mère, Atsuma, a été tuée par Tesshin devant ses yeux. Takeru a déplu à son père et à son oncle car il n'avait pas été là pour les protéger [ch. 7]. En conséquence, il a tendance à prendre le côté des filles quand une fille se bat avec un garçon. Ses capacités se manifestent à l'origine sous un stress extrême comme dans le cas où il a protégé Azuki. Quand il a défendu Kodama, il a employé le pointeur de sang, [ch. 5] qui a été plus tard décrite comme absorbant élément de la population autour de lui par sa bouche. [Ch. 23] Après la bataille avec l'unité de Vénus, il a suivi une formation supplémentaire avec Minori afin d'essayer de contrôler et d'augmenter ses pouvoirs. Takeru apprit plus tard qu'il était lié au sang du frère de Kodama [ch. 53]
Takeru était l'un des trois élèves que le détecteur d'éléments de Gén, Keronbo ne pouvait pas identifier initialement, mais un mois plus tard, il a reçu son Maken, Overblow, ce qui provoque Maken de sa cible à déborder avec Element et être rendu inutile "comme un moteur de voiture qui souffle ". Cependant, si l'adversaire a un Maken évolué et peut parfaitement maîtriser ou contenir la poussée, il peut avoir l'effet contraire et habiliter l'adversaire. 19]
Haruko Amaya (天谷 春恋, Amaya Haruko)
Étudiant de deuxième année qui est le vice-président du corps étudiant, et le chef d'un des dortoirs. [Ch. 1] Elle est une amie d'enfance de Takeru Ōyama, qu'elle a formée avec le dojo de sa famille, et pour qui elle nourrit des sentiments romantiques, mais ne veut pas l'admettre. 1,12] Après avoir appris que Kodama et Inaho se déplacent dans la chambre de Takeru, elle décide de s'installer aussi. Elle est très jalouse de l'attention que Takeru donne aux autres filles et bat Takeru presque par réflexe quand il fait quelque chose, même à distance pervertie. 1] Haruko est bien doté [ch. 4] et Kodama la considère comme la plus forte de la Tenbi Academy [ch. 5] Le Maken de Haruko, Murakumo, est une épée qui est soupçonnée d'être l'un des Huit Maken légendaires. [Ch. 6] Murakumo ne peut pas être déballé sauf si Haruko a des sentiments forts et se bat un adversaire avec un pouvoir comparable. Haruko a déchaîné un peu du pouvoir de Murakumo quand elle a combattu un étudiant appelé Amio. [Ch. 6] Dans sa bataille avec Demitra, elle l'a dégainé pour révéler une lame entourée de lumière. Haruko peut l'utiliser pour faire des tranches incroyablement grandes qui détruisent les barrières, mais est capable de le contrôler assez bien pour qu'elle puisse épargner la vie de quelqu'un dans le chemin de l'épée. 20]
Kodama Himegami (姫神 コダマ, Himegami Kodama)
Petite fille blonde de deuxième année qui fait partie du club kenkeibi (plus tard Maken-ki) qui officie les duels à l'école. 1-4] Sa capacité est de commander des shikigami: des esprits de poupée qui la suivent et l'appellent «ojou-sama», et qui possèdent des pouvoirs tels que ramasser des gens et tirer des tirs ou des éclairs. 1,2,5] Elle fait régulièrement des pas sur les garçons pour leurs angoissants et lubriques pitreries. [Ch. 2,5] Elle voit d'abord Takeru comme un ennemi potentiel qui a volé son premier baiser, mais des chambres avec lui après avoir remarqué qu'il porte une marque spéciale sur sa poitrine, et a un parfum est semblable à celui de son frère. 1] Elle développe des sentiments pour Takeru, bien que pas comme les autres filles comme quand on lui a demandé qui elle aime, elle a répondu qu'elle aimait quelqu'un il y a longtemps. 5] [ch. 12] Ses passe-temps incluent le shopping, en particulier pour la lingerie et les rares animaux empaillés. [Ch. 5] Lors d'une patrouille nocturne, elle a été attirée par un animal riche en peluches King Penguin, et a été capturée par les jumeaux finlandais de Vénus [ch. 14] [note 1] Elle montre plus tard une peur des fantômes et des esprits en dehors de sa propre magie, [ch. 30,31] dans un cas elle est effrayée par une histoire de fantôme que Haruto Kirishima admet qu'il avait embelli. [Ch. 34]
Inaho Kushiya (櫛八 イナホ, Kushiya Inaho)
Fiancée auto-proclamée de Takeru Ōyama. [Ch. 1] Elle se sent fortement pour Takeru, et bien qu'il ne s'en souvienne pas beaucoup, elle a décidé d'attendre jusqu'à ce qu'il le fasse pleinement. 12] Elle tient le père de Takeru en haute estime. En révélant cela, Takeru se fâche et l'ignore, ce qui la fait pleurer. Takeru lui demande pardon plus tard après que Kengo l'ait confronté. [Ch. 7] Cependant, dans l'anime, elle pleure après Takeru lui dit qu'il ne se souvient pas d'une promesse d'enfance. Au début, Inaho était un des trois étudiants que le détecteur d'élément, Keronbo, ne pouvait pas mesurer. Cependant, elle manifeste son Maken quand elle sauve Takeru et un chat d'un rocher qui tombe. Elle nomme le chat Monji et le porte habituellement sur sa tête. Sa Maken, Kamudo, est un gantelet qui augmente considérablement sa force et sa vitesse. 7] Elle est la star de la série bonus de quatre panneaux de comics Maken-Ki où elle est présentée en mode super déformé.

### Personnages secondaires

#### Étudiants
Kengo Usui (碓 健吾, Usui Kengo)
Camarade de classe de Takeru qui rejoint l'équipe de Maken-ki [ch. 4] Lui et Takeru deviennent des amis après s'être excusés de la classe afin de jeter un coup d'œil sur les filles pendant leurs examens physiques. 2] Il a un écrasement sur Kodama. [Ch. 5] Son Maken lui permet d'échanger lui-même ou d'autres personnes avec un élément à leur place. [Ch. 23] Il est exprimé par Satoshi Tsuruoka, [6] et anglais doublé par Scott Freeman dans la première saison [7] et par Anthony Bowling dans la deuxième saison.
Azuki Shinatsu (志那都 アズキ, Shinatu Azuki)
Étudiante de deuxième année à l'aise et qui porte généralement un petit pansement sur le nez. 1] Elle est membre madou shikkobu de Maken-ki. Après l'intervention de Takeru Ōyama dans le duel d'Azuki avec Kai Kuragasa cause le conflit entre eux, [ch. 3] [note 2] tous deux deviennent des amis quand Takeru pardonne Syrie Ootsuka. [Ch. 19] Elle travaille dans un café de ménage nommé Macaroon [ch. 5] Sa Maken, Hawk, est une chaussure mécanisée qui renforce sa force, son agilité et sa vitesse. En conséquence, elle se bat généralement avec ses jambes. [Ch. 1,3]
Uruchi Minaya (水屋 うるち, Minaya Uruchi)
Madou shikkobu membre de Maken-ki. Elle est obsédée par Haruko, et méprise Takeru parce qu'il passe tant de temps avec elle. Quand elle était plus jeune, elle avait fait un déjeuner, mais quelques intimidateurs la harcelaient; Elle a été plus tard sauvée par Haruko qui a offert certains de ses propres. Après qu'un autre étudiant, contrôlé par le Kamigari, la combatte et Takeru, elle est sauvée de nouveau par Haruko. 6] Elle est exprimée par Shizuka Furuya, et est anglais doublé par Cherami Leigh. [7]
Furan Takaki (高貴 楓蘭, Takaki Furan)
résident du corps étudiant chez Tenbi. Elle porte des lunettes et ses cheveux sont tressés. Elle est timide autour des garçons et déclare même qu'elle n'aime pas les hommes [ch. 37] Dans l'anime, elle est très attirée par Akaya de Vénus, qu'elle tombe pour à leur première réunion parce que, contrairement aux gars peeping, il apparaît comme un gentleman. Malgré sa timidité, Furan est très strict quand il s'agit de tâches de Maken-ki qui doivent être effectuées. L'anime présente un gag récurrent où les autres membres Maken-ki exposent les culottes de Furan devant les gars pour révéler diverses estampes animales comme un ours, un chat et une grenouille; Il s'agit d'une extension d'une scène de manga pendant le temps de liaison féminine à la cabine d'été. 37] Ouken révèle que sa peur des hommes est parce que, comme un talent avancé, elle a été choisie par Kamigari pour être une de ses maîtresses, et elle a été ravie à la place de Yuka. Le maken de Furan, Habaya, est un arc qui tire des flèches lumineuses homing. [Ch. 48]
Yūka Amado (雨渡 穣華, Amado Yūka)
Trésorier du corps étudiant. Elle est une amie proche de Furan, qu'elle aime taquiner. Yuka semble être insouciant la plupart du temps. Cependant, elle est très rusée et encourage les activités de Maken-ki qui impliquent une sorte d'autre travail qui doit être fait. Par exemple, elle établit une compétition entre Maken-ki et Vénus où les joueurs utilisent des bâtons de balai pour pousser une barre de savon autour d'une piscine vide. 10] Elle a une personnalité amicale comme sa sœur Tomiko, qui est l'enseignant homeroom de Takeru; Ils coordonnent parfois les activités [ch. 30] Elle révèle plus tard que, depuis de nombreuses générations, la famille Amado a servi les Rokujous comme leur oniwaban (ninja) [ch. 33]
Kimi Satō (砂藤 季美, Satō Kimi)
Secrétaire du corps étudiant. Son Maken, Comic Star, est le résultat de son amour du manga, car elle peut dessiner quelque chose et l'amener à la réalité. Elle est très proche de Chacha et travaille souvent ensemble [ch. 4]
Chacha Akaza (藜 チャチャ, Akaza Chacha)
Membre kenkeibu de Maken-ki; Elle a un teint sombre. Son Maken, compresseur, lui permet de changer la forme et la densité des objets. Elle peut étendre une petite planche cassée dans une planche énorme. 4]
Kai Kuragasa (栗傘塊, Kuragasa Kai)
Étudiant de première année qui duel Azuki tôt dans la série. Il s'avise que s'il gagne, il sortira avec elle. Son Maken lui permet de durcir une partie de son corps. 3] Bien qu'il perd la lutte en raison de l'ingérence de Takeru, il continue à poursuivre Azuki de loin, y compris en lui rendant visite au café où elle travaille. 26]

#### Personnel de l'académie
Minori Rokujou (六条 実, Rokujō Minori)
Enseignant principal et d'éducation physique à Tenbi Academy. [Ch. 1,2] Elle permet à Inaho, Kodama et Haruko de vivre dans le dortoir de Takeru [ch. 1] Elle brandit un pouvoir et un contrôle incroyables sur Element, car elle peut franchir des barrières étonnamment puissantes avec ses mains nues, grâce à rien de plus que, selon ses propres mots, son «esprit combatif». 24,32] Elle se classe au même niveau que Ouken Yamato [ch. 35] Elle était dans le groupe d'étudiants de Maken-ki avant que l'école ait été convertie en une académie de toutes les filles. [Ch. 8,11] Son Maken, Dragon Ace, est une paire de gantelets qui lui permettent de créer des sources de chaleur et de les enflammer en attaques de feu. 42,43]
Gen Tagayashi (耕志 玄, Tagayashi Gen)
Créateur des Makens dans l'école. Il était dans le groupe d'étudiants de Maken-ki avant qu'il ait été converti en une académie des tout-filles. Il peut créer réplique maken qui est fait pour chaque étudiant à l'académie. Il est capable de le faire à travers son «élément sombre» qui est plus tard expliqué à l'élément noir, qui est créé en ayant les quatre éléments principaux dans son corps au lieu des éléments majeurs et mineurs habituels. Il est l'une des cinq personnes connues pour avoir cette capacité. [Ch. 50]
Aki Nijou (二条 秋, Nijō Aki)
Iinfirmière de l'école [ch. 2] et le conseiller du personnel du club Maken-ki [ch. 4] Elle et Minori étaient des membres de Maken-ki [ch. 8,11] Elle a une grande poitrine et un corps courbé qui a attiré beaucoup d'attention des garçons et de l'envie des filles. [Ch. 2,4,10] Elle a les plus gros seins de la série où un flashback dans l'épisode 5 de la saison 2 montre qu'ils sont devenus vraiment grands quand elle n'avait que 12 ans. Malgré ses choix étranges et immodestes de vêtements [ch. 4,28,29,32] et les pratiques de guérison, [ch. 16] elle est douce-parlée et agit parfois timide. [Ch. 10,13,14,28] Minori raconte ensuite aux garçons qu'Aki est encore vierge [ch. 38] Elle connaît Akaya quand ils étaient camarades de classe, et les sens quand il a menti. [Ch. 16,24] En plus de ses capacités de guérison, elle a un Maken, Valhelm, mais c'est plus un outil de diagnostic qui lui permet de déterminer quelles parties de la personne sont les plus blessées. 46] Dans l'anime, elle a de longs cheveux bleu foncé, et son apparence pendant les crédits de clôture rend Haruko jaloux. Elle est exprimée par Hitomi Harada, [6]
Tomika Amado (雨渡 豊華, Amado Tomika)
Eenseignant de Takeru homeroom. [Ch. 2] Elle était également dans le groupe de Maken-ki avant qu'elle ait dû devenir une académie de toutes les filles. [Ch. 2] Minori agit parfois comme son assistant de classe. Elle a une personnalité agréable comme sa jeune sœur Yuka, [ch. 4] bien que Minori pense qu'elle a un côté sadique. [Ch. 37.5]
Vénus
Vénus est une unité mercenaire qui rejoint Tenbi Académie avec la mission de rechercher la personne qui essaie de relancer Yamata no Orochi. Il est dirigé par Akaya Kodai, un ancien membre de Maken-ki, et se compose principalement de filles d'âge scolaire élevé. [Ch. 8,9] Il est plus tard révélé que Vénus a des liens avec l'organisation Kamigari, et ainsi servir d'antagonistes pour un scénario où ils plantent des pierres de barrage tout au long de Tenbi, la capture Kodama sous prétexte qu'elle a pénétré dans l'Amanohara, Ki pour la sauver. [Ch. 14,15] L'unité de Vénus utilise Jingu, qui sont l'équipement utilisé par les dieux de leurs patries occidentales; Ils sont comparables aux armes Maken utilisées par les dieux de l'Orient. 16]
Akaya Kodai (古 大 赤耶, Kodai Akaya)
Commandant de Vénus, et le seul membre masculin. [Ch. 8] Il est un ancien membre du groupe d'étudiants de Maken-ki, avant qu'il soit devenu une académie de toutes les filles. [Ch. 8] Pendant que Vénus reste à Tenbi, Akaya défie le point de vue de Takeru de vouloir protéger toutes les filles quand il demande à Takeru ce qu'il ferait si une fille devait faire de mauvaises choses à une autre personne. 12] Dans une lutte contre Takeru, Akaya utilise un revolver Maken nommé Swindle, où chaque balle a une capacité différente, y compris l'illusion, la vision et l'hypnose, et mannequin. Des années avant le début de la série, Akaya mène le groupe des étudiants Tenbi à l'assaut des années étudiantes années, ce qui entraîne l'école de changer à toutes les filles, et aussi tue la mère de Takeru, Il révèle son passé pour que Takeru déchaîne ses pouvoirs ultimes [ch. 23] Il dit plus tard que la lutte était principalement pour tester la force de Takeru de le signaler aux Kamigami. [Ch. 24] Il apparaît dans un procès disciplinaire devant Ouken, où celui-ci le punit et le brutalise, laissant dans un état de stupeur [ch. 30] cependant, il est plus tard révélé qu'il a utilisé sa balle fictive. Akaya a l'intention de démasquer l'esprit qui a pris le corps d'Ouken. 33]
Demitra Midia (デミ ト ラ ミディ ア, Demitora Midia)
Vice-Commandant de Vénus. Son Jingu est un trident, qui améliore ses capacités à base d'eau. Elle peut créer et contrôler l'eau, y compris en la faisant tourner de façon à détruire des objets, à durcir les gouttelettes pour agir comme des balles, à construire un mur d'eau et même à extraire l'humidité d'une personne. 19] Yan Min la considère comme un combattant très puissant. [Ch. 19] Elle sourit rarement, sauf à ceux dont elle reconnaît le pouvoir, comme Minerve [ch. ?] Sept ans avant le début de la série, elle est recrutée par Akaya pour rejoindre Venus après avoir grandi dans un orphelinat du sud de l'Europe. 21]
Syrie Ootsuka (Syrie Ōtsuka)
Membre de la défense de Vénus, et une célébrité idole de l'Amérique. [Ch. 8,9] Tandis qu'à Tenbi, elle flirte ouvertement avec Takeru, et rend jalouses les autres filles [ch. 9] Quand elle combat Inaho, elle utilise des mouvements de lutteur professionnel. [Ch. 18] Son Jingu, Inverse, lui permet d'inverser les situations à volonté. [Ch. 16] Par exemple, si quelqu'un la précipite, elle peut l'arracher; Quand Takeru se précipite, elle annule sa volonté de combattre. 18] Cependant, quand Takeru utilise sa capacité Overblow, la Syrie perd son pouvoir Inverse, et se révèle être un type okama. Malgré la défaite, la Syrie poursuit toujours Takeru et lui donne un baiser. [Ch. 19]
Yang Ming (ヤ ン ミ ン, Yan Min)
Membre d'attaque spéciale de Vénus; Elle habille en vêtements chinois [ch. 8] Son Jingu est Kinben, qui prend la forme d'un fouet à deux cols. Elle peut fusionner Kinben dans son corps et utiliser Reirii, ce qui augmente sa vitesse et réduit son temps de réaction. Ses capacités sont basées sur la foudre; Elle peut exécuter le poing de tonnerre (Reichin), qui tourne ses poings dans la foudre et augmente son pouvoir. 17]
Martha Minerva (ミネ ル バマ ー サ, Mineruba Māsa)
Membre de la défense de Vénus; Elle arrive après que les autres membres se sont déjà établis à Tenbi. [Ch. 10,11] Elle apparaît initialement comme une tête aérienne insouciante qui aime garder les yeux fermés afin de paraître plus mature. [Ch. 11] Son Jingu, Aegis, lui permet d'ouvrir des portes à d'autres dimensions. Elle peut faire disparaître les membres et réapparaître dans la dimension actuelle afin d'arrêter les attaques physiques. Quand elle ouvre les yeux, elle émet un flot inépuisable d'Element qui engloutit tout le monde et crée un territoire où elle peut encore utiliser des pouvoirs tels que sélectivement faire disparaître les vêtements des filles. Elle se proclame ainsi Maître de la Lingerie [ch. 22] Minori classe Minerva le plus haut de la capacité des utilisateurs. [Ch. 35]
Lilou Finnian (Rīru Finian) et Aililou Finnian (Airiru Finian)
Jumeaux qui sont les enquêteurs spéciaux dans Vénus; L'un a des cheveux clairs tandis que l'autre a des cheveux noirs. Les élèves Tenbi les désignent comme des poupées. [Ch. 9] Leur capacité combinée, Temps / Espace, leur permet de créer des barrières pour emprisonner des cibles, empêcher les étrangers de s'introduire, ou de contenir des événements dans un espace. 14,22,24] Après que la dernière barrière est levée, les dégâts infligés aux personnes dans l'espace peuvent être annulés; Cela inclut les blessures infligées [ch. 24] Minori classe les jumeaux comme parmi les utilisateurs les plus puissants. [Ch. 35]
Kamigari
Les Kamigari sont une organisation secrète qui travaille avec le gouvernement en utilisant les éléments et Maken. [Ch. 8] Ils ont d'abord rassemblé des jeunes gens qui possèdent des capacités spéciales à leur organisation, généralement contre leur volonté. Ceux qui s'opposaient furent effacés de leurs souvenirs [ch. 11] Cela a continué jusqu'à ce que le gouvernement créé Tenbi Académie pour former les étudiants. [Ch. 11] Par conséquent, ils s'associent à Tenbi pour choisir les étudiants qui rejoindront leur organisation [ch. 21] Après que Venus quitte Tenbi, ils poursuivent leurs expériences en possédant des personnes et des monstres en croissance pour attaquer les membres de Maken-ki pendant leurs activités d'entraînement d'été. 26-31] Ouken décide ensuite d'aller après avoir déverrouillé les secrets d'Amanohara.
Ouken Yamato (大 和王建, Yamato Ōken)
Chef des Kamigari. Une de ses capacités est Soul Collector, qui lui permet de manipuler les souvenirs des gens; Il l'a fait sur Akaya pour lui faire penser qu'il avait agressé une fille pendant les premières années de l'Académie Tenbi. 25] Son collecteur d'âme peut remplacer Element en mangeant les âmes des gens. [Ch. 42] Il est montré à avoir une double personnalité: son original est calme et composée, mais a été supprimé pendant dix ans; La nouvelle personnalité est un maniaque affamé de pouvoir qui est hellbent sur la libération du sceau sur Amanohara pour débloquer ses secrets. Au cours du procès disciplinaire d'Akaya Kodai, le calme d'Ouken demande à Akaya d'arrêter le mal qui l'a pris, après quoi il semble qu'il meure et qu'Ouken prend le pouvoir. 30] Finalement, après avoir été lourdement blessé par Takeru Ōyama, Ouken est tué par Kodama Himegami. [Ch. 53]
Otohime "Le Manipulateur" Yamato (大 和乙姫, Yamato Otohime)
Petite-fille d'Ouken et une étudiante de première année à l'Académie Tenbi [Ch. 41]. Sa capacité de poupée lui permet de façonner une poupée vaudou pour manipuler son adversaire. [Ch. 11] En raison de sa petite apparence, elle est confondue pour être plus jeune que son âge d'école secondaire par Haruko. 26] Elle effectue des expériences où elle manipule certaines créatures et les gens avec un produit chimique qui est similaire à la capacité d'Ouken Soul Collector. [Ch. 29] Elle est l'une des quatre Shishigami qui sert Ouken. [Ch. 41] Elle est plus tard révélée être l'un des clones de l'ADN de Takeru Yamato. [Ch. 54,55]
Gouken Yamato (大 和剛建, Yamato Gōken)
Frère jumeau d'Otohime [ch. 11] Sa capacité d'annulation annule les attaques d'élément. [Ch. 44] Comme l'un des clones développés par Takeru Yamato, il devient le navire pour Takeru après la mort d'Ouken. [Ch. 54,55]
Kikyo Yamato (大 和桔梗, Yamato Kikyō)
Est la sœur d'Otohime.
Miyabi "La Temptresse" Ootori (大鳥雅, Ōtori Miyabi)
Secrétaire privé d'Ouken et un membre du Shishigami[Ch. 42]. [Ch. 21] Sa capacité lui permet de «manger» quelqu'un et de les envoyer à une autre dimension. Sa Maken, Missing Lip, provient de sa chaussure [ch. 42]
Leo Hirata
Un ancien de Tenbi qui travaille pour les Kamigari. Ses capacités sont en électricité; Il s'appelle Lightning Panther, mais Minori, son ancien camarade de classe, l'appelle Lion désespéré. Il rencontre d'abord la bande de Maken-ki à l'île où ils font l'entraînement d'été. [Ch. 29]
Hakuto "Le fantôme" Kirishima
L'un des quatre Shishigami qui servent directement sous Ouken. [Ch. 41] Il pose initialement comme un botaniste quand le gang Maken-ki chercher une fleur pour aider Haruko récupérer. [Ch. 34] Il se révèle plus tard être un monstre qui a pris une drogue qui avait Ouken Element. [Ch. 44]
Tesshin Kushiya (櫛八鉄心, Kushiya Tesshin)
Membre de la Shishigami, qui est capable de vaincre les utilisateurs de Maken sans avoir à utiliser un Maken ou des améliorations de drogues. Sa puissance et sa capacité sont comparables à Ouken, et il peut lutter contre les utilisateurs de Maken de manière dérisoire. 44] Dix ans avant le début de la série, il tue la mère de Takeru, Atsuma, bien qu'il insiste qu'elle était déjà en train de mourir. 44] Sa capacité spéciale est Pointeur de Sang, bien qu'il le considère comme une imitation à la capacité qu'il voit dans Atsuma et par conséquent Takeru. 45] En tant que père adoptif d'Inaho, il la met à l'épreuve pour qu'elle ne l'abandonne pas, mais elle est emprisonnée par Kamigari pour kidnapping et maltraitance. Ouken le libère plus tard à la condition qu'il combat le rival d'Ouken, Atsuma. Après la défaite, Tesshin laisse Inaho dans les soins de sa famille afin de faire plus d'entraînement. [Ch. 46]
Takeru Yamato
Ancêtre d'Ouken Yamato et le frère cadet du père de Kodama Himegami. Il agit comme l'antagoniste sous-jacent au sein de Kamigari. Son nom original est Mousu no Mikoto, le deuxième prince de la cour de Yamato. [Ch. 50,51] Il chasse à l'origine son frère et sa famille, mais est battu par le frère de Kodama, Yabiko. Cependant, il est capable de maintenir son existence en possédant des personnes. Il scelle son âme dans un pot, qui est déterré par Ouken, qu'il possède. Il développe un laboratoire secret de clones qui servirait de vaisseau propre à son âme; Deux des vaisseaux choisis sont Otohime et Gouken. 54,55]

## Publication
Makenki est initialement prépublié dans le magazine Dragon Age Pure entre avril 2007 et début 2009, puis transféré dans le Monthly Dragon Age jusqu'à la fin de la série, en mars 2020. Le manga est publié par l'éditeur Fujimi Shobo en un total de 24 volumes reliés.
La version française est éditée par Panini dans la collection Panini Manga à partir de janvier 2013 mais la publication est abandonnée après le 8e volume, en 2014. 

### Liste des volumes
| no | Japonais         | Japonais          | Français          | Français          |
| no | Date de sortie   | ISBN              | Date de sortie    | ISBN              |
| --- | ---------------- | ----------------- | ----------------- | ----------------- |
| 1 | 5 juin 2008      | 978-4-04-712553-7 | 23 février 2013   | 978-2-8094-2880-3 |
| 2 | 5 décembre 2008  | 978-4-04-712582-7 | 6 mars 2013       | 978-2-8094-3003-5 |
| 3 | 7 septembre 2009 | 978-4-04-712626-8 | 15 mai 2013       | 978-2-8094-3123-0 |
| 4 | 8 avril 2010     | 978-4-04-712660-2 | 17 juillet 2013   | 978-2-8094-3193-3 |
| 5 | 7 octobre 2010   | 978-4-04-712689-3 | 18 septembre 2013 | 978-2-8094-3309-8 |
| 6 | 7 avril 2011     | 978-4-04-712720-3 | 20 novembre 2013  | 978-2-8094-3450-7 |
| 7 | 6 octobre 2011   | 978-4-04-712752-4 | 5 février 2014    | 978-2-8094-3645-7 |
| 8 | 7 mars 2012      | 978-4-04-712781-4 | 21 mai 2014       | 978-2-8094-3949-6 |
| Le tome 8 est sorti le 29 février 2012 en édition limitée accompagné d'un DVD (ISBN 978-4-04-712755-5)               |                  |                   |                   |                   |
| 9 | 6 septembre 2012 | 978-4-04-712827-9 |                   |                   |
| 10 | 7 mars 2013      | 978-4-04-712860-6 |                   |                   |
| 11 | 9 octobre 2013   | 978-4-04-712905-4 |                   |                   |
| Le tome 11 est sorti en édition limitée le 30 septembre 2013 accompagné d'un disque Blu-ray (ISBN 978-4-04-712869-9) |                  |                   |                   |                   |
| 12 | 8 mars 2014      | 978-4-04-070050-2 |                   |                   |
| Le tome 12 est sorti en édition limitée le 25 février 2014 accompagné d'un tapis de souris (ISBN 978-4-04-712941-2)  |                  |                   |                   |                   |
| 13 | 9 octobre 2014   | 978-4-04-070339-8 |                   |                   |
| 14 | 9 mars 2015      | 978-4-04-070353-4 |                   |                   |
| 15 | 9 septembre 2015 | 978-4-04-070684-9 |                   |                   |
| 16 | 9 mars 2016      | 978-4-04-070833-1 |                   |                   |
| 17 | 9 septembre 2016 | 978-4-04-072021-0 |                   |                   |
| 18 | 9 mars 2017      | 978-4-04-072209-2 |                   |                   |
| 19 | 8 septembre 2017 | 978-4-04-072435-5 |                   |                   |
| 20 | 9 mars 2018      | 978-4-04-072631-1 |                   |                   |
| 21 | 7 septembre 2018 | 978-4-04-072876-6 |                   |                   |
| 22 | 9 avril 2019     | 978-4-04-073132-2 |                   |                   |
| 23 | 9 septembre 2019 | 978-4-04-073324-1 |                   |                   |
| 24 | 9 mars 2020      | 978-4-04-073569-6 |                   |                   |

## Anime

### Liste des épisodes

#### Saison 1
| No | Titre de l’épisode en anglais                            | Titre original de l’épisode                                                                 | Date de 1re diffusion |
| -- | -------------------------------------------------------- | ------------------------------------------------------------------------------------------- | --------------------- |
| 1  | The Day We Swore to Heaven                               | 天を契んだ日 Ten o chiginda hi                                                              | 5 octobre 2011        |
| 2  | Girls are Amazing                                        | 女の子はすごいんです Onnanoko wa Sugoin desu                                                | 12 octobre 2001       |
| 3  | Welcome to Maken-ki                                      | マケンキへようこそ MAKENKI e Yōkoso                                                         | 19 octobre 2011       |
| 4  | The Enemy Is at Tenbi                                    | 敵は天日にあり Teki wa Tenbi ni Ari                                                         | 26 octobre 2011       |
| 5  | The Strongest Girl in Tenbi                              | 天日最強の女 Tenbi Saikyō no Onna                                                           | 2 novembre 2011       |
| 6  | Like Rain on a Sunny Day                                 | 天日に雨の降るごとく Tenbi ni Ame no Kudaru Gotoku                                          | 9 novembre 2011       |
| 7  | The Goddesses Who Came Down to Tenbi                     | 天日に降りた女神たち Tenbi no Orita Megamitachi                                             | 16 novembre 2011      |
| 8  | Syria will Give You Everything                           | シリアの全てをあげちゃいマス Shiria no Subete o Agechaimasu                                 | 24 novembre 2011      |
| 9  | Stormy Games                                             | 嵐を呼ぶ水上騎馬戦 Arashi o Yobu Suijōbasen                                                 | 29 novembre 2011      |
| 10 | The Girls of Light and Shadow                            | 光と影の乙女 Hikari to Kage no Shōjo                                                        | 7 décembre 2011       |
| 11 | Macaron Limited-Time-Only Service Day                    | まかろん限定サービスデー Macaron Gentai Service Day                                         | 14 décembre 2011      |
| 12 | Protectors of Paradise                                   | 楽園を守るもの Rakuen o Mamorumono                                                          | 22 décembre 2011      |
| 13 | It's Summer! It's Swimsuits! It's Training Camp!         | 夏です！ それは水着です！ それはトレーニングキャンプです! Natsu Da! Mizugi Da! Gasshuku Da! | 29 février 2012       |
| 14 | Takeru Turns into a Woman!? Naked in a Southern Island!? | タケル女体化!? 南の島ですぽ～ん!? Takeru Nyotaika!? Minami no Shima de Supoon!?             | 30 septembre 2013     |

#### Saison 2
| No | Titre de l’épisode en anglais   | Titre original de l’épisode                        | Date de 1re diffusion |
| -- | ------------------------------- | -------------------------------------------------- | --------------------- |
| 1  | Magical Security Organization   | 魔導検警機構 Madō Kenkei Kikō                      | 15 janvier 2014       |
| 2  | I Love Takeru-kun!              | タケル君が好き☆ Takeru-kun ga Suki ☆               | 22 janvier 2014       |
| 3  | Meowken-ki?                     | ニャケン姫っ？ Nyaken-ki?                          | 29 janvier 2014       |
| 4  | Man ♥ Cos                       | まん（ハート）コス Man ♥ Kosu                      | 5 février 2014        |
| 5  | Begging Teacher                 | おねだり☆ティーチャー Onedari☆Tichā                | 12 février 2014       |
| 6  | Villainous Leadership Committee | 極悪統生会っ！ Gokuaku Tōseikai!!                  | 19 février 2014       |
| 7  | His Name is Rudolf!             | その名はルドル！ Sono Na wa Rudoru!                | 26 février 2014       |
| 8  | Academy Harem                   | 学園ハーレム Gakuen Hāremu                         | 5 mars 2014           |
| 9  | You Are More Manly Than Roses   | 君は薔薇より男らしい Kimi wa Bara yori Otokorashii | 12 mars 2014          |
| 10 | And So, Toward Makenki          | そして、マケンキへ Soshite, Maken-ki e             | 19 mars 2014          |

#### Musique
| Début    | Début    | Début          | Fin             | Fin        |
| Saison   | Titre    | Artiste        | Titre           | Artiste    |
| -------- | -------- | -------------- | --------------- | ---------- |
| Saison 1 | Fly Away | Misuzu Togashi | Baby! baby!     |            |
| Saison 2 | Cherish  | sweet ARMS     | Reach for Light | Saeko Zōgō |

## Produits dérivés
Deux artbooks contenant des illustrations en couleur de la série sont sortis en août 2011  (ISBN 978-4-04-712741-8) et mars 2012  (ISBN 978-4-04-712782-1).

### Édition japonaise
Fujimi Shobo
1. 1 2  (ja) « Tome 1 »
2. 1 2  (ja) « Tome 2 »
3. 1 2  (ja) « Tome 3 »
4. 1 2  (ja) « Tome 4 »
5. 1 2  (ja) « Tome 5 »
6. 1 2  (ja) « Tome 6 »
7. 1 2  (ja) « Tome 7 »
8. 1 2  (ja) « Tome 8 »
9. ↑  (ja) « Tome 8 - édition limitée »
10. 1 2  (ja) « Tome 9 »
11. 1 2  (ja) « Tome 10 »
12. 1 2  (ja) « Tome 11 »
13. ↑  (ja) « Tome 11 - édition limitée »
14. 1 2  (ja) « Tome 12 »
15. ↑  (ja) « Tome 12 - édition limitée »
16. 1 2  (ja) « Tome 13 »
17. 1 2  (ja) « Tome 14 »
18. 1 2  (ja) « Tome 15 »
19. 1 2  (ja) « Tome 16 »
20. 1 2  (ja) « Tome 17 »
21. 1 2  (ja) « Tome 18 »
22. 1 2  (ja) « Tome 19 »

### Édition française
Panini Comics
1. 1 2  (fr) « Tome 1 », sur manga-news.com
2. 1 2  (fr) « Tome 2 », sur manga-news.com
3. 1 2  (fr) « Tome 3 », sur manga-news.com
4. 1 2  (fr) « Tome 4 », sur manga-news.com
5. 1 2  (fr) « Tome 5 », sur manga-news.com
6. 1 2  (fr) « Tome 6 », sur manga-news.com
7. 1 2  (fr) « Tome 7 », sur manga-news.com
8. 1 2  (fr) « Tome 8 », sur manga-news.com